# Keiya Shiihashi
Keiya Shiihashi (jap. 椎橋 慧也, Shiihashi Keiya; * 20. Juni 1997 in Funabashi, Präfektur Chiba) ist ein japanischer Fußballspieler. 

## Karriere
Keiya Shiihashi erlernte das Fußballspielen in der Schulmannschaft der Funabashi Municipal High School. Seinen ersten Vertrag unterschrieb er 2016 bei Vegalta Sendai. Der Verein aus Sendai spielte in der höchsten Liga des Landes, der J1 League. 2018 stand er mit dem Club im Finale des Kaiserpokals, das man jedoch mit 0:1 gegen die Urawa Red Diamonds verlor. Nach 61 Erstligaspielen wechselte er im Januar 2021 zum Ligakonkurrenten Kashiwa Reysol. Für den Verein aus Kashiwa bestritt er in drei Spielzeiten 93 Ligaspiele. Zu Beginn der Saison 2024 wechselte er im Januar 2024 zu dem ebenfalls in der ersten Liga spielenden Nagoya Grampus. Am 2. November 2024 stand er mit Nagoya im Finale des J. League Cup. Das Finale gegen Albirex Niigata gewann man im Elfmeterschießen.

## Erfolge
Vegalta Sendai
- Japanischer Pokalfinalist: 2018

Nagoya Grampus
- Japanischer Ligapokalsieger: 2024